# Cardiida
Cardiida is een orde van de tweekleppigen.

## Families
- Cardioidea Lamarck, 1809
  - Cardiidae Lamarck, 1809
  - † Pterocardiidae Scarlato & Starobogatov, 1979
- Tellinoidea Blainville, 1814
  - Donacidae Fleming, 1828
  - † Icanotiidae Casey, 1961
  - Psammobiidae Fleming, 1828
  - † Quenstedtiidae Cox, 1929
  - Semelidae Stoliczka, 1870 (= Amphidesmatidae, Lavignonidae, Scrobiculariidae)
  - Solecurtidae Orbigny, 1846
  - † Sowerbyidae Cox, 1929
  - † Tancrediidae Meek, 1864
  - Tellinidae Blainville, 1814
  - † Unicardiopsidae Chavan, 1969